# Escale sur Pharagonescia
Escale sur Phargonescia est un album de bande dessinée de Mœbius. C'est une compilation de plusieurs histoires courtes.

## Synopsis

### Escale sur Pharagonescia
J. D. Foster passe une journée de détente sur Pharagonescia. Il participe à la fête de la mutation et il va lui arriver des trucs invraisemblables.

### Il y a un prince charmant sur Phenixon
C'est un couple qui pilote le vaisseau à propulsion ionique, "L'Avaleur d'étoiles". Ils partent à la recherche de peau de toc-toc sur une planète luxuriante.

### Double évasion
Un homme s'évade d'une prison en flottant dans les airs.

### L'homme est-il bon?
Un explorateur sur la planète Vunes s’est égaré et se fait poursuivre par les autochtones qui vont goûter à son oreille.

### The Forbidden City Rides Again
Le Major Grubert et son fidèle assistant André Cheval arrivent à proximité de la mystérieuse cité interdite du pays maudit mais ils sont bloqués dans un entrepôt d'éponges belges.

### La Flore de Paradis 9
Le Major Grubert et sa douce Malvina visitent Paradis 9, la perle du cosmos.

### Une aventure du Major Grubert
Le Major Grubert est perdu dans le désert. Il tombe sur un bar et commande une bière.

### Paradise Nine's Strange Flowers
Un autochtone revient sur sa planète natale.

### La Fausse piste
Le Major Grubert a mis ses ennemis sur une fausse piste.

### Une planche
Le Major Grubert fait la planche en lisant un livre.

## Personnages principaux
- J. D. Foster : pilote attaché au vaisseau Pii.
- Major Grubert : incroyable aventurier.
- André Cheval : le second de Grubert.
- Malvina : petite-amie de Grubert.

## Commentaires
- Cet album est édité comme second volume de la série Mœbius parue en 1989-1990 tout comme Le Garage hermétique, The Long Tomorrow, La Citadelle aveugle, Le Bandard fou, Les Vacances du Major et Arzach. Ces albums compilent les différents récits de Mœbius parus précédemment en albums isolés ou dans la collection Mœbius œuvres complètes.

## Éditions
- Escale sur Pharagonescia, Les Humanoïdes Associés, 1989 : Première édition dans la collection Pied Jaloux.